# Moti Masjid (Bhopal)
Die Moti Masjid (deutsch: Perlenmoschee) wurde von Sikander Begum (1817–1868), der damaligen Herrscherin (Nawab) von Bhopal, in Auftrag gegeben und 1860 fertig gestellt.

## Geschichte und Bedeutung
Es gibt wenige Frauen in der islamischen Welt, die eine Moschee errichten ließen. In Bhopal waren es gleich drei: Qudsia Begum erbaute die Jami Masjid (Freitagsmoschee), Sikander Begum die Moti Masjid und Shah Janan Begum die Taj-ul Masjid. Für alle ging es nicht nur darum, ein religiöses Statement abzugeben, sondern auch darum, sich in die Reihe der Mogulherrscher einzureihen und damit den eigenen Herrschaftsanspruch im komplexen kulturellen und kolonialen Indien zu behaupten.
Die Moti Masjid ist zwar eine von vielen Moscheen in Bhopal, das auch als Stadt der Moscheen bezeichnet wird. Sie ist dennoch ein historisches Wahrzeichen und wird als verkleinerte Variante der Jama Masjid in Neu-Delhi beschrieben. Die Moschee ist ein wichtiges religiöses Gebäude für die muslimische Gemeinde von Bhopal und wird das ganze Jahr über von Einheimischen und Touristen besucht.

## Lage und Architektur
Die Moschee liegt zentral im Herzen von Bhopal. Sie wurde am östlichen Ende eines städtischen Platzes (Maidan) gebaut. Da auf dem Platz einige Bäume (Khirni) wuchsen, erhielt er den Namen Khirniwala Maidan. Man erreicht die Moschee von Osten über einen Rasenplatz. Eine steile Treppe führt zum Haupteingang. Die Paläste der Mogulherrscherinnen – Moti Mahal, Shaukat Mahal, Zeenat Mahal, Humayun Manzil und Hamid Manzil – wurden um den Maidan herum gebaut, die Moschee bildete den Abschluss zur westlichen Seite. Später wurde der Maidan in einen öffentlichen Bereich, rund um die Moschee, und einen privaten Bereich, um die Paläste, geteilt.
Die Moschee steht auf einer hohen Plattform aus dunkelrotem Sandstein und ist von Toren, Arkaden, Treppen und Pavillons umgeben. Der Haupteingang und die den Innenhof und die Gebetshalle einfassenden Mauern wurden aus dunkelroten Sandsteinblöcken errichtet. Das Eingangstor ist mit einer Marmorfassade geschmückt. Die Gebetshalle wurde aus weißem Marmor gebaut, der an ein schimmernde Perlen erinnert, woher die Moschee ihren Namen hat. Sie wird von drei Kuppeln gekrönt. In der Gebetshalle wurden Baluster anstelle von Pfeilern verwendet. Zu beiden Seiten der Gebetshalle erheben sich zwei rote Minarette mit goldenen Spitzen. Die Minarette der Perlenmoschee von Bhopal gelten im Volksmund als „das Tor zwischen Himmel und Erde“. In den beiden Ecken des Innenhofes, die am weitesten von der Gebetshalle entfernt sind, befinden sich zwei große Wasserbecken für die rituellen Waschungen. Der Innenhof wird auf einer Seite von der Gebetshalle und auf den drei anderen Seiten von Säulengängen umkränzt.

## Galerie

### Moscheekomplex

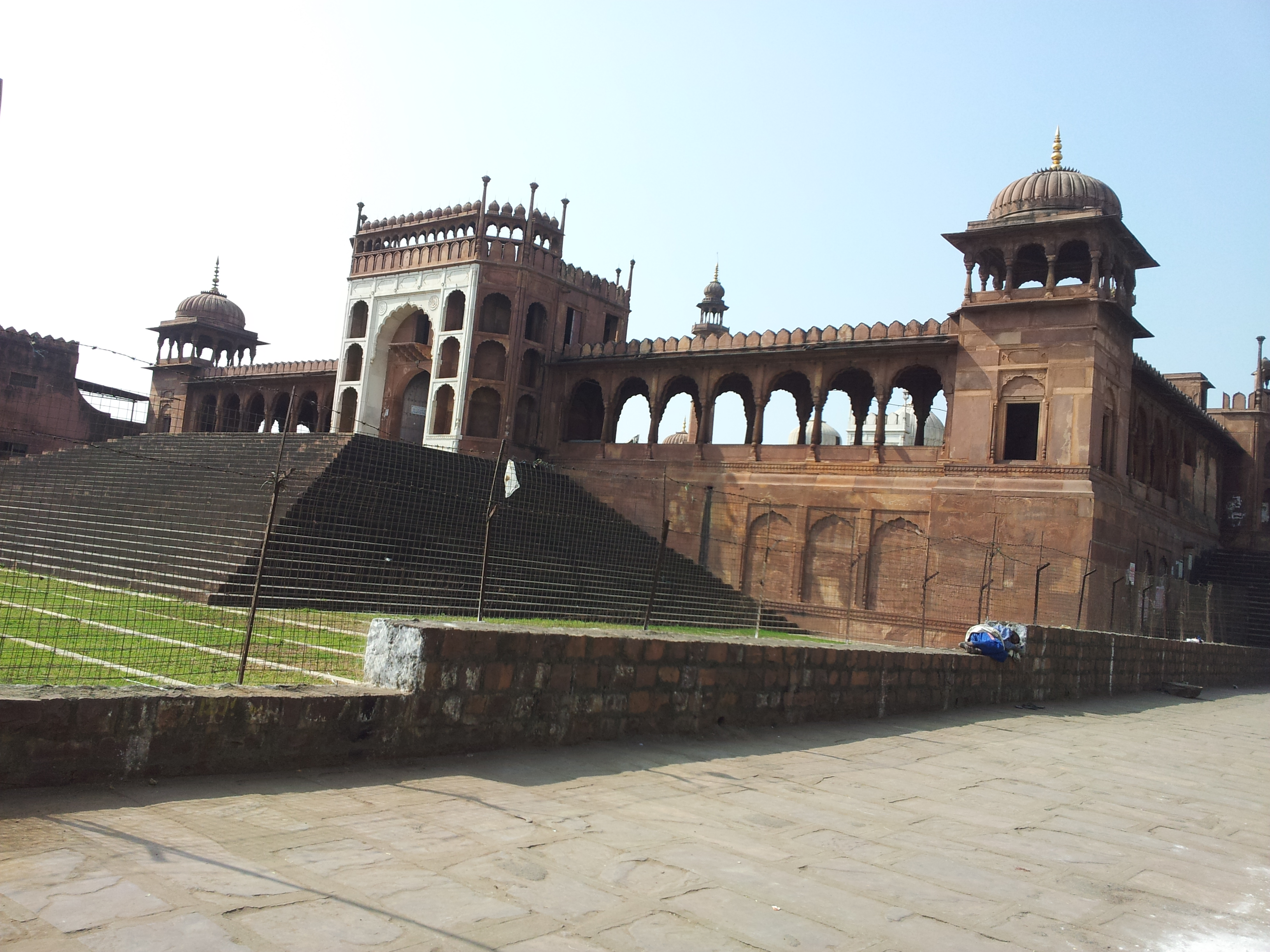
Haupteingang mit Treppe
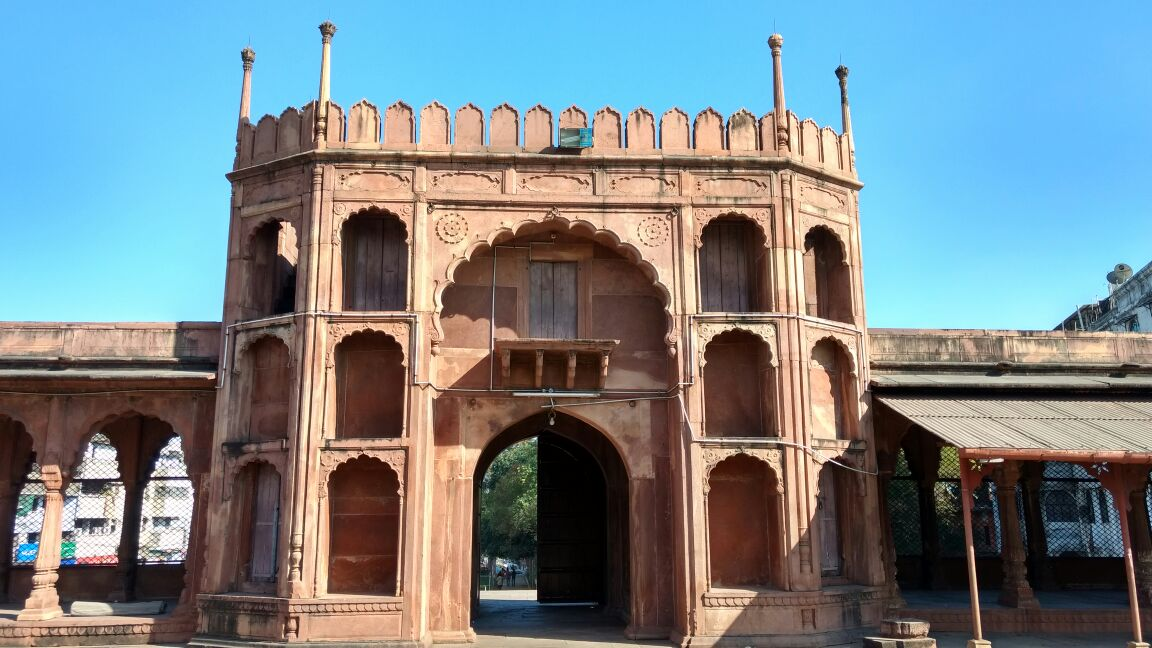
Haupteingang vom Innenhof
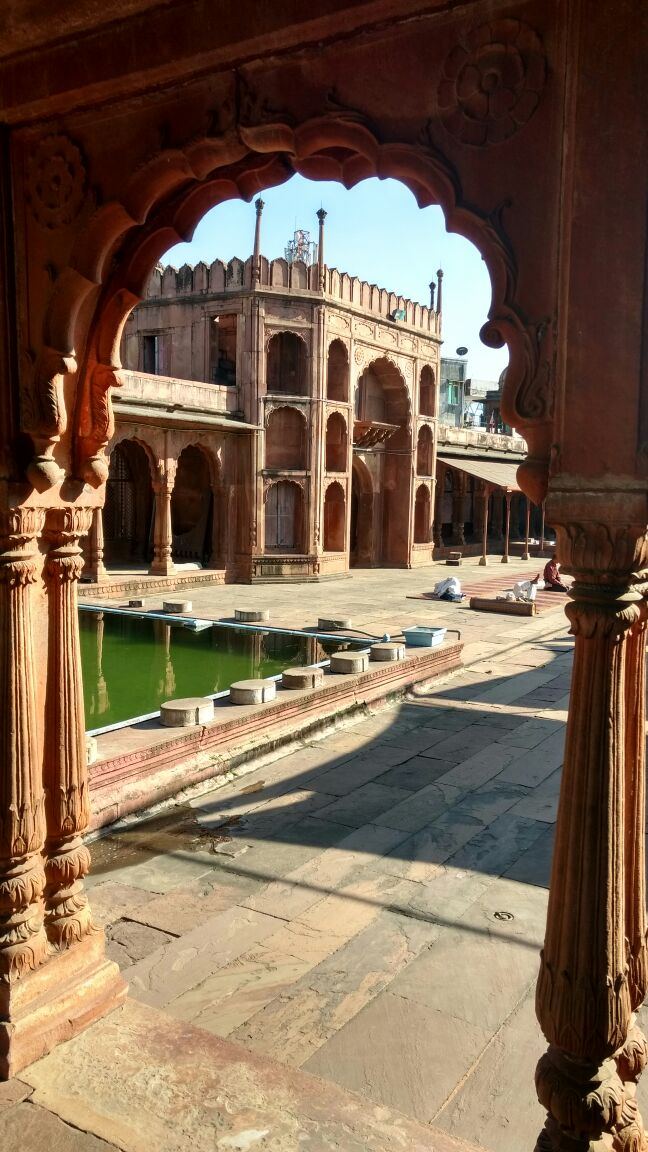
Haupteingang mit Wasserbecken
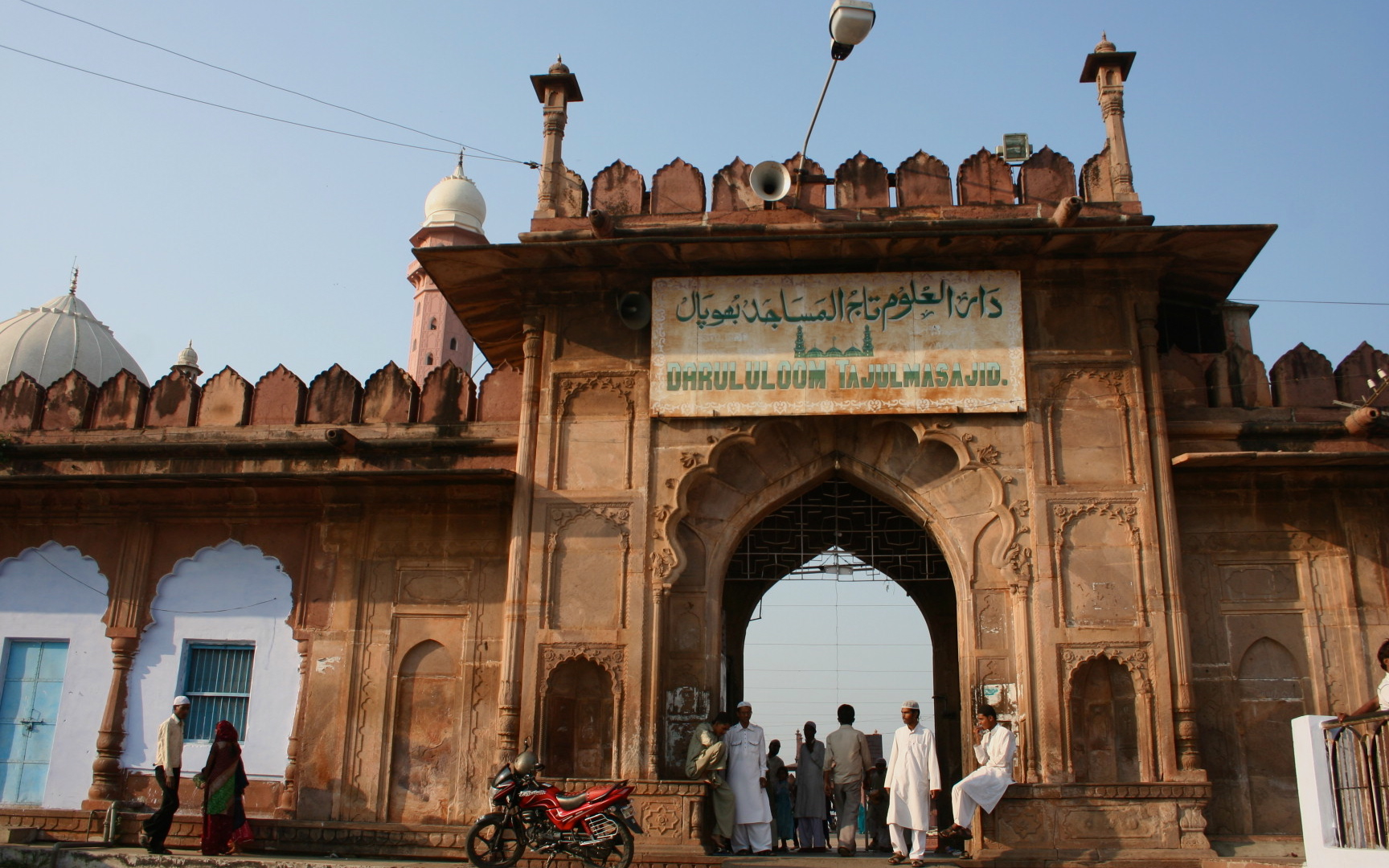
Nebeneingang von außen
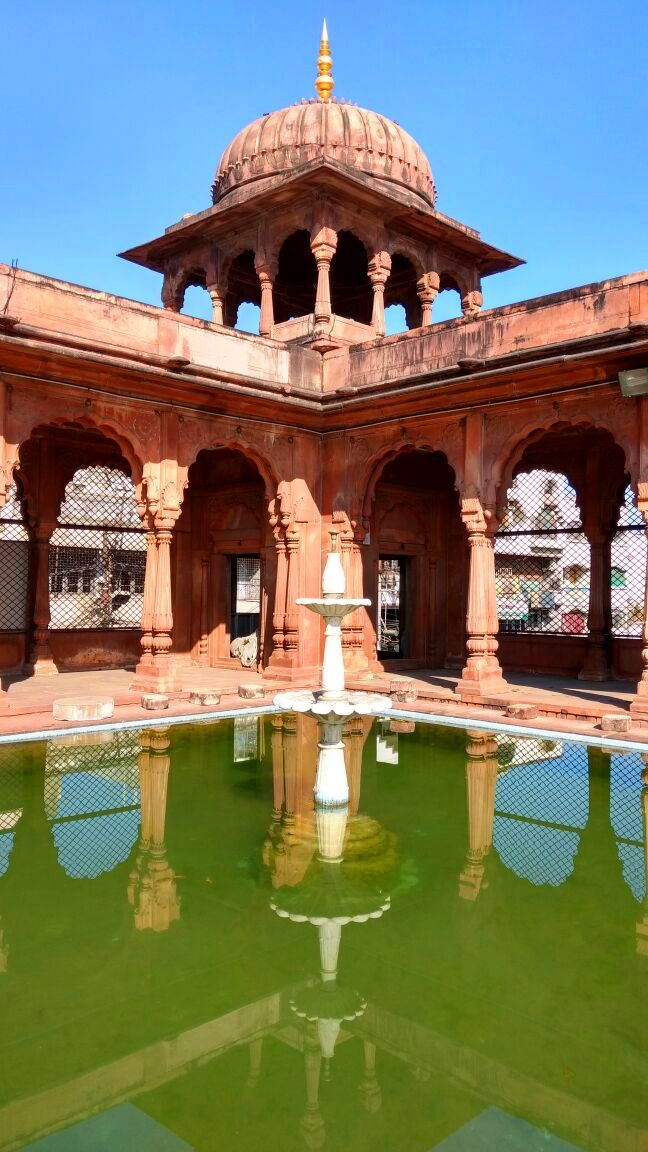
Wasserbassin im Innenhof mit Eckpavillon
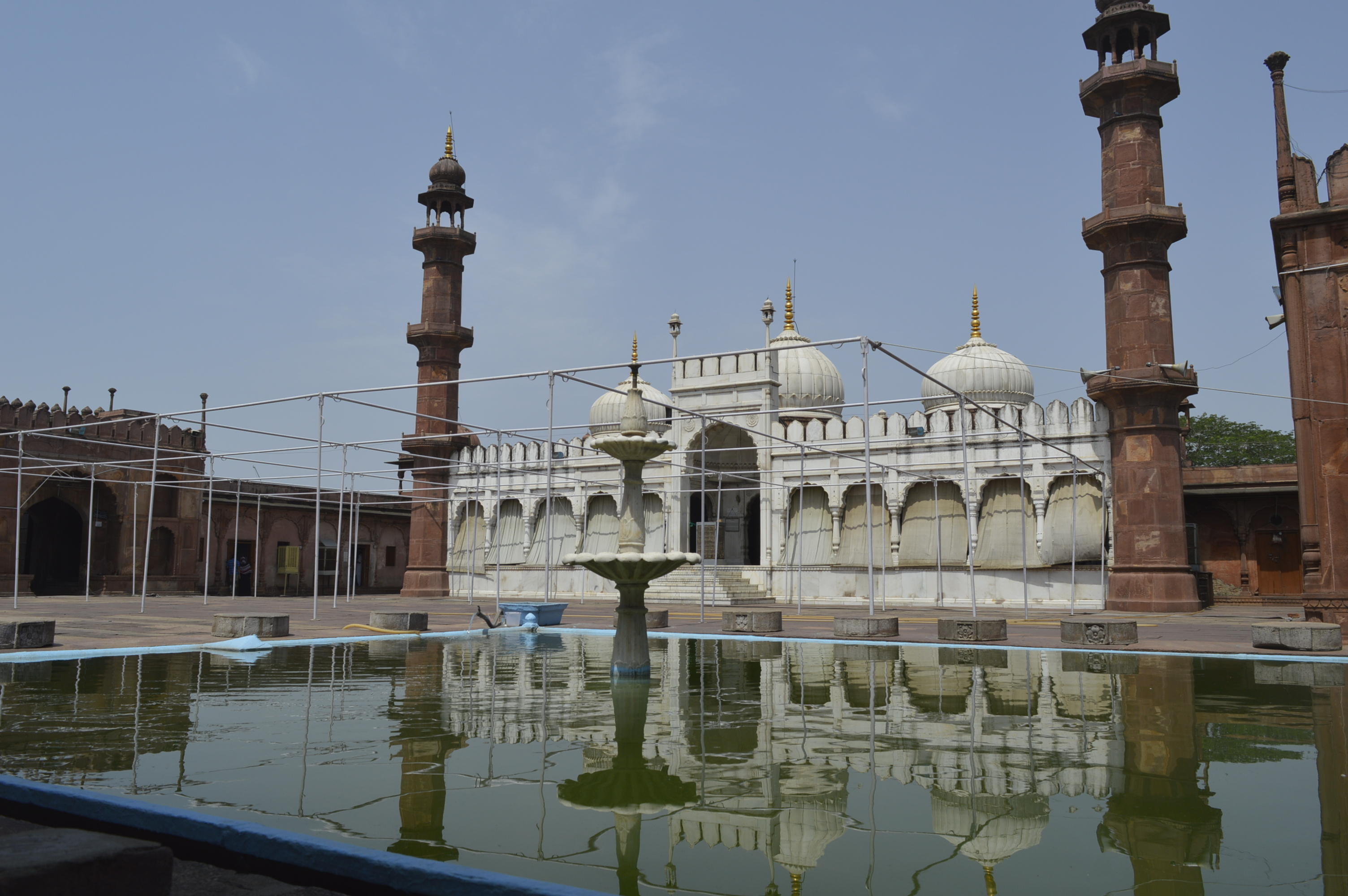
Innenhof mit Wasserbassin und Gebetshalle

### Details

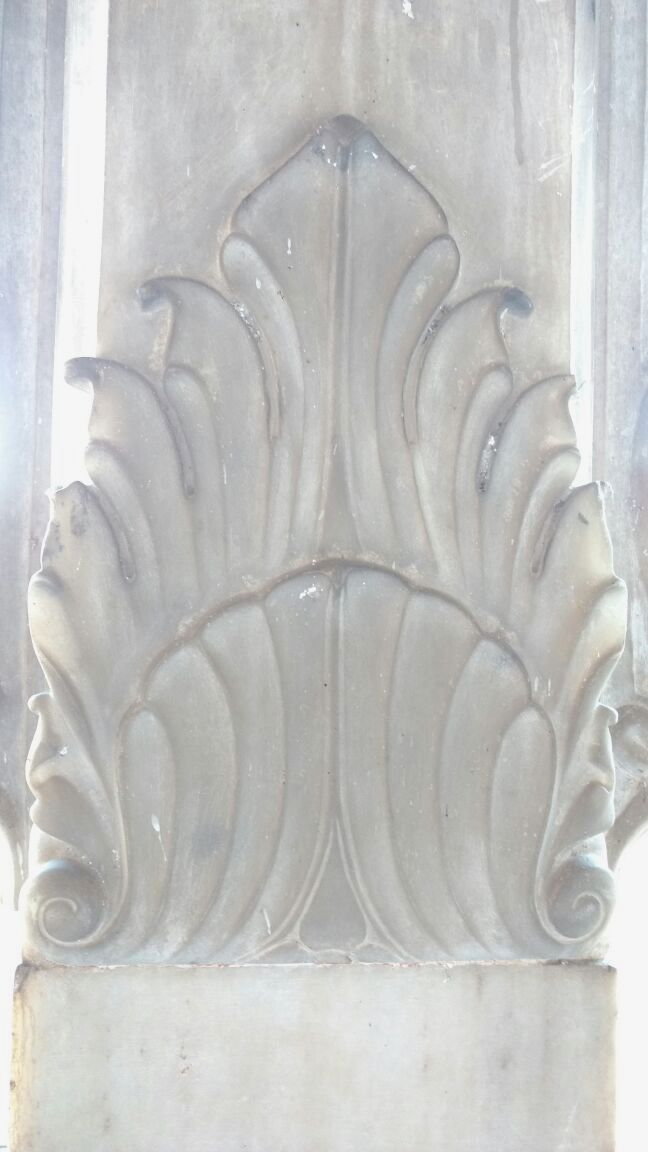
Marmorrelief
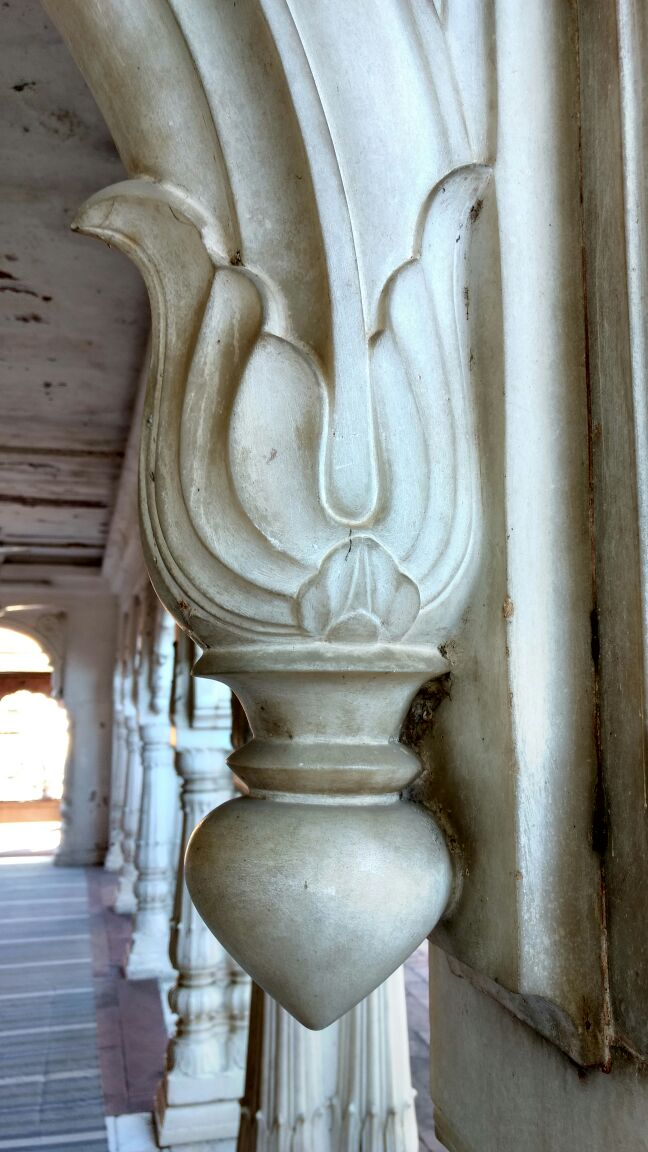
Marmorkapitell
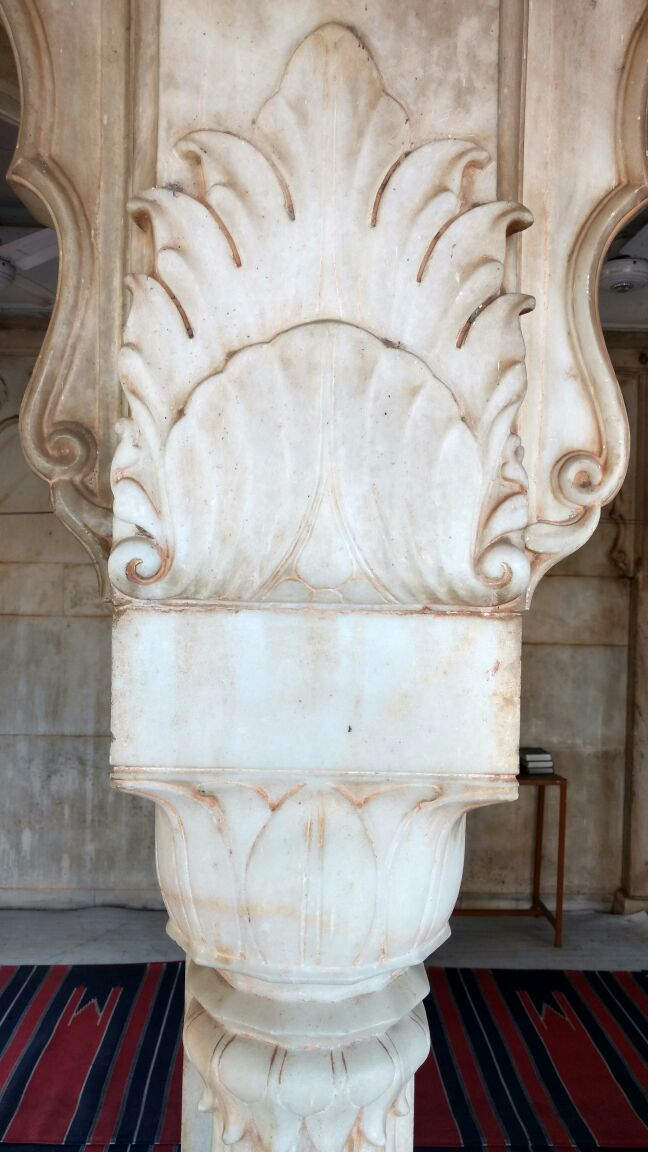
Marmorkapitell
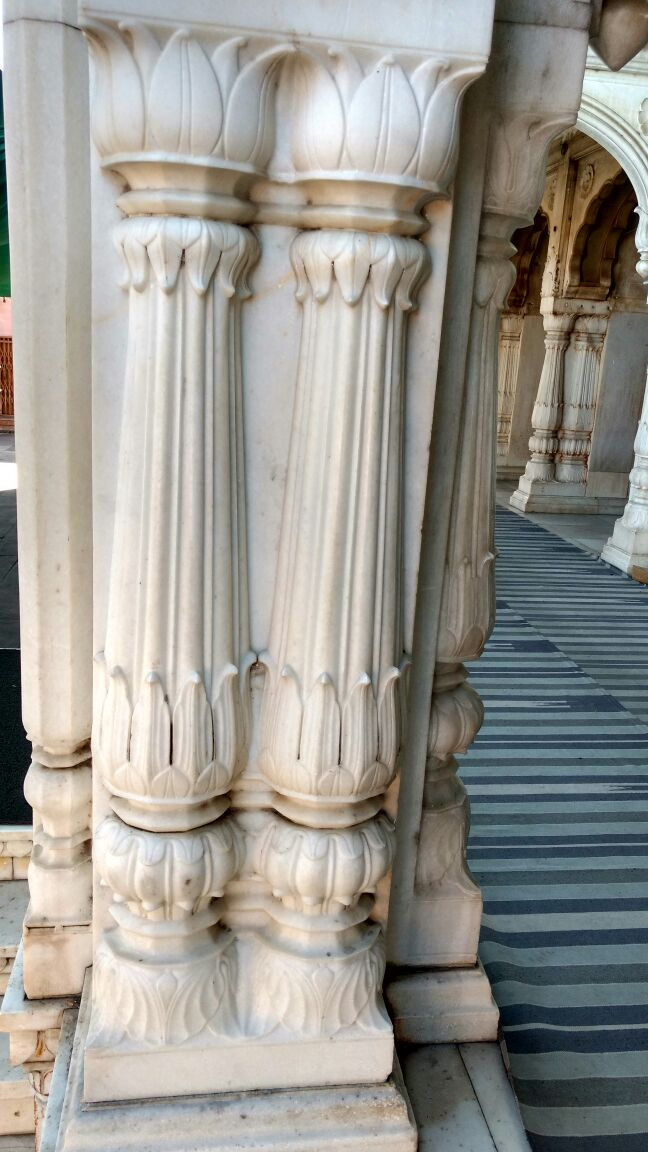
Marmorsäulen
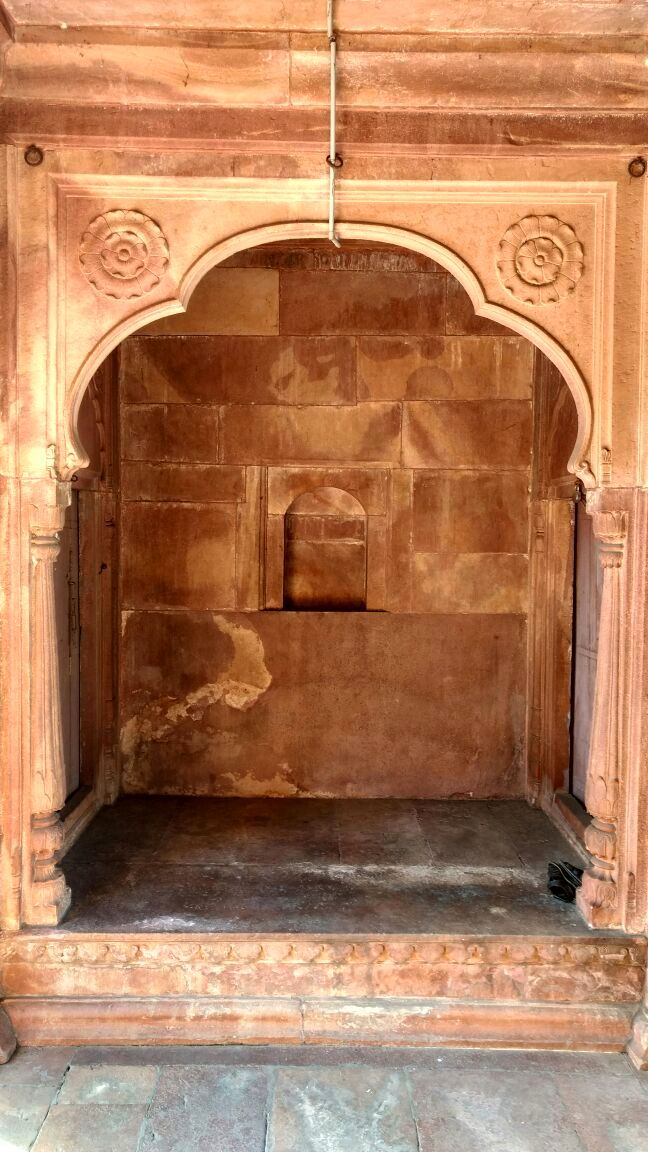
Nische